# شورای‌عالی جوانان
شورای‌عالی نوجوانان و جوانان‌ از جمله نهادهای موجود در نظام جمهوری اسلامی ایران  است که زیر نظر رئیس‌جمهور ایران اداره می‌شود که وظیفه‌اش، برنامه‌ریزی و رسیدگی به امور نوجوانان و جوانان‌ ایران می‌باشد. شورای‌عالی جوانان در آبان‌ سال ۱۴۰۲ به شورای‌عالی نوجوانان و جوانان ارتقا یافت.

## پیشینه
ایده اولیه تشکیل چنین شورایی، در ابتدا توسط وزارت فرهنگ و ارشاد اسلامی مطرح و این پیشنهاد، با موافقت شورای‌عالی انقلاب فرهنگی روبرو شد. ایجاد این شورا در تاریخ ۱۲ خرداد ۱۳۷۱ به تصویب شورای‌عالی انقلاب فرهنگی رسید و اساسنامه آن نیز در تاریخ ۶ مرداد همان سال، در هفت ماده و یک تبصره، مصوب شد. این شورا در سال ۱۳۷۶ به مرکز ملی جوانان تغییر نام داد و در سال ۱۳۷۹ و بر اساس قانون سوم توسعه، به سازمان ملی جوانان تغییر نام داد تا این که در سال ۱۳۹۰، با انتصاب همایون حمیدی به عنوان دبیر جدید این شورا، از جانب محمود احمدی‌نژاد، فصل جدیدی از فعالیت این شورا کلید خورد که تا امروز ادامه داشته‌است. آغاز به‌کار مجدد این شورا، برخی نمایندگان مجلس شورای اسلامی، نسبت به این تصمیم اعتراض کردند و این کار را موجب موازی‌کاری با وزارت ورزش و جوانان و تضعیف آن برشمردند. در تمام سال‌های تغییر ماهیت این شورا، اعضای تشکیل‌دهنده آن هیچ‌گاه دچار تغییر نشد و همواره از یک الگو پیروی داشته‌است.

## اهداف
- رشد متعادل و همه‌جانبهٔ شخصیت جوانان بر اساس اصول، اهداف و آرمان‌های انقلاب اسلامی.
- تأمین نیازهای فکری، اجتماعی، جسمی، روحی و تلطیف و هدایت عواطف و احساسات جوانان.
- فراهم کردن زمینه‌های مشارکت جوانان در حیات اجتماعی و پیشبرد جامعه و دفاع از وطن جمهوری اسلامی ایران.
- حفظ و تقویت نشاط و شادابی جوانان در جهت عظمت و سربلندی ایران اسلامی.

## اعضا
براساس ماده ۴ اساسنامه شورای‌عالی جوانان، اعضای این شورا عبارتند از:
1. رئیس‌جمهور ایران (و در غیاب وی معاون اول رئیس‌جمهور)
2. وزیر آموزش و پرورش
3. وزیر علوم، تحقیقات و فناوری
4. وزیر فرهنگ و ارشاد اسلامی
5. وزیر تعاون، کار و رفاه اجتماعی
6. وزیر  بهداشت، درمان و آموزش پزشکی
7. وزیر کشور
8. رئیس سازمان صدا و سیما
9. وزیر ورزش و جوانان
10. معاون امور زنان و خانواده رئیس‌جمهور
11. دبیر شورا که توسط رئیس شورا (رئیس‌جمهور) انتخاب می‌شود و موظف است در جلسات هیئت دولت هم شرکت کند.
12. رئیس سازمان تبلیغات اسلامی
13. فرمانده سازمان بسیج مستضعفین
14. رئیس دانشگاه آزاد اسلامی
15. رئیس جهاد دانشگاهی
16. رئیس سازمان برنامه و بودجه کشور
17. رئیس جمعیت هلال احمر
18. نماینده قوه قضائیه
19. رئیس بنیاد شهید و امور ایثارگران
20. چهار نفر از زنان و مردان صاحب نظر و متعهد، به انتخاب شورای‌عالی انقلاب فرهنگی و با حکم رئیس‌جمهور وقت، برای یک دوره ۳ ساله، به عضویت شورا درمی‌آیند.

## دبیران شورا
در تاریخ ۱۸ دی ۱۴۰۳، دکتر مسعود پزشکیان، رئیس‌جمهوری اسلامی ایران، با صدور حکمی، دکتر علیرضا رحیمی ممقانی  را به‌عنوان دبیر شورای‌عالی نوجوانان و جوانان منصوب کرد. این انتصاب در راستای اجرای تبصره (۱) ماده (۳) اساسنامه شورای‌عالی نوجوانان و جوانان مصوب شورای‌عالی انقلاب فرهنگی انجام شد.